# Chionaspis broughae
Chionaspis broughae är en insektsart som beskrevs av Williams och Watson 1988. Chionaspis broughae ingår i släktet Chionaspis och familjen pansarsköldlöss. Inga underarter finns listade i Catalogue of Life.